# Elisabeth Stierncrona

Stockholm, Elisabeth Stierncronas hemstad, från öster i slutet av 1600-talet eller början på 1700-talet. Gravyr från 1693 i Erik Dahlberghs ((1625-1703) Suecia Antiqua et Hodierna. Gravör är Willem Swidde, ca (1660-1697).

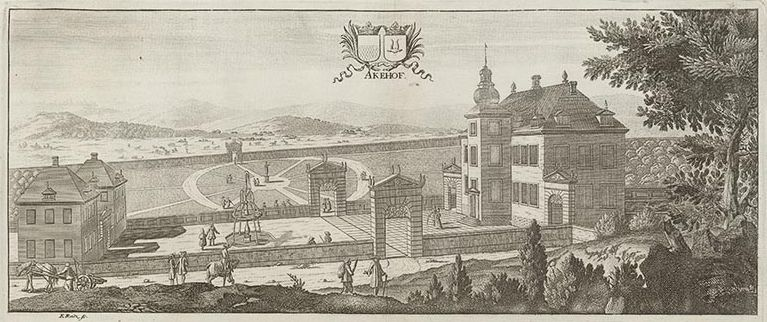
Åkehofs slott från väst, omkring 1650 i Erik Dahlberghs Suecia Antiqua et Hodierna

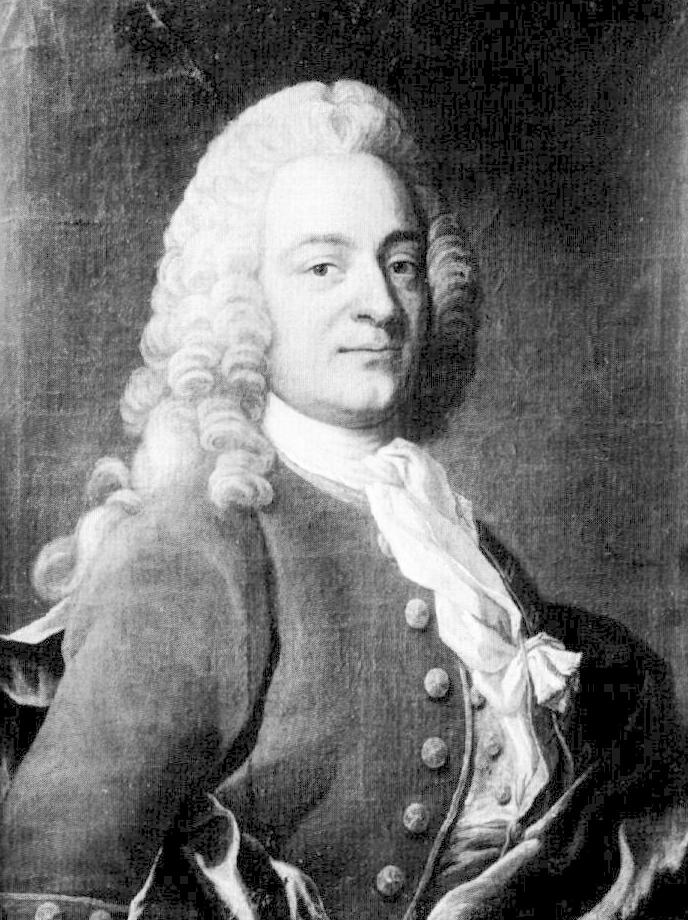
Porträtt av friherre Gabriel Stierncrona (1669-1723), far till Elisabeth Stierncrona. Målning av Olof Arenius (1700-1766). Svenska Porträttarkivet (SPA).

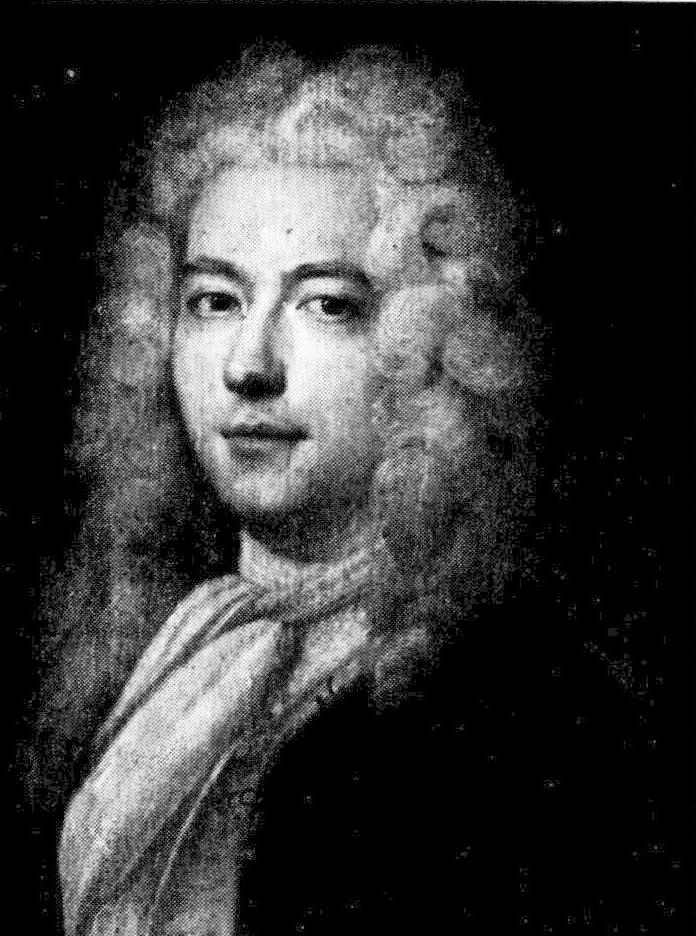
Greve Fredrik Gyllenborg (1698-1759). Målning av Lorens Pasch den äldre (1702-1766). Gotlands fornsal, Visby. Foto: Svenska Porträttarkivet (SPA).

Elisabeth Stierncrona, född 9 januari 1714 i Klara församling, Stockholm, död 28 juli 1769 i Johannes församling, Stockholm, var en svensk friherrinna och författare. Hon utgav bland annat det vidlyftiga uppbyggelsearbetet, en andaktsbok, Mariæ bästa del eller Thet ena nödwändiga (1756–1760), ny upplaga utkom 1861–1865 samt Råd till mina barn (1760–1763). 

## Biografi
Elisabeth Stierncrona var dotter till friherre Gabriel Stierncrona (1669–1723) och hans hustru Antoinetta Maria Amya (1680–1721), som var bosatta på Åkeshovs slott i Bromma. Fadern Gabriel Stierncrona var friherre till Åkeshov i Bromma socken och blev senare justitiekansler, ämbetsman och president i Svea hovrätt. Modern födde sju barn och av Elisabeth Stierncronas sex syskon var det endast en yngre bror, David Stierncrona (1715–1784) och en yngre syster, Maria Sophia (1716–1749) som uppnådde vuxen ålder. 
Elisabeth Stierncrona var 15 år när hon vigdes söndagen den 27 april 1729 med den 16 år äldre greve Fredrik Gyllenborg (1698–1759). Fredrik Gyllenborg var herre till Thorsåker och Broby och ingick 1716 i Svea hovrätt: två år efter vigseln påbörjade han också en politisk karriär. Bruden förde med sig en betydande förmögenhet i boet, bland annat egendomar i Uppland och ett stenhus i Stockholm, där familjen sedan ofta residerade. Under sin glansperiod utgjordes hushållets bas av ett ansenligt gårds- och bruksimperium. Även Elisabeths yngre syster Maria Sofia kom att gifta in sig i den gyllenborgska släkten, med Fredriks brorson, politikern Henning Adolf Gyllenborg (1713–1745).

## Författarskap
Elisabeth Stierncronas författarskap inleddes när det yngsta barnet Lovisa uppnått tolv års ålder. Elisabeth är författare till två verk som utkom i tryck. De var den politiska skriften En swensks tankar öfwer den 22 Junii 1756 (1756) samt andaktsboken Marie bästa del, eller Thet ena nödwändiga (del 1–2, 1756–1760). Till detta skall läggas en omsorgsfullt utformad 274 sidor lång handskriven skrift med råd till de egna barnen, daterad ’’Uttersberg 9 oktober 1763’’. Med författarens egna ord utgör dessa råd hennes testamente till barnen.
År 1759 dog maken Fredrik och detta verkar vara den händelse som utlöser skrivandet till barnen. Att Elisabeths yngsta barn börjat närma sig vuxen ålder är en annan förklaring till att hon påbörjar verket just 1760.
Råden, som är religiöst färgade, tar till största delen upp relationen mellan barn och förälder och hur barnen bör uppföra sig som goda kristna. Men de innehåller även partier där Elisabeth klagar över sin svåra situation som änka, även om hennes förtröstan till Gud aldrig sviktat, och försvarar sitt handlande, främst hur hon skött affärerna efter makens död. Härvidlag kan de fogas in i en lång tradition av släktböcker och levnadsbeskrivningar. I sina råd till barnen framhåller Elisabeth hur hon med möda författat andaktsboken och råden, "ja med mycken försummelse med min hushållning vidkommer hopsatt". Därför, framhåller hon, bör barnen inte låta råden stå i bokhyllan utan de uppmanas att läsa flitigt i dem och betänka det skrivna: "ingräv det djupt i edert hjärta!"

## Barn
Elisabeth Stierncrona och Fredrik Gyllenborg fick totalt nio barn, Elisabeth födde de nio barnen åren 1730–1744, och av dessa kom sju att överleva henne. Fem var döttrar, varav fyra var i livet när hon skrev ’’Råd till mina barn’’ (1760–1763), däribland Anna Antoinetta Gyllenborg. 

## Verk
- Mariæ bästa del eller Thet ena nödwändiga (1756–1760), ny upplaga utkom 1861–1865
- Råd till mina barn (1760-1763)